# PZ Myers

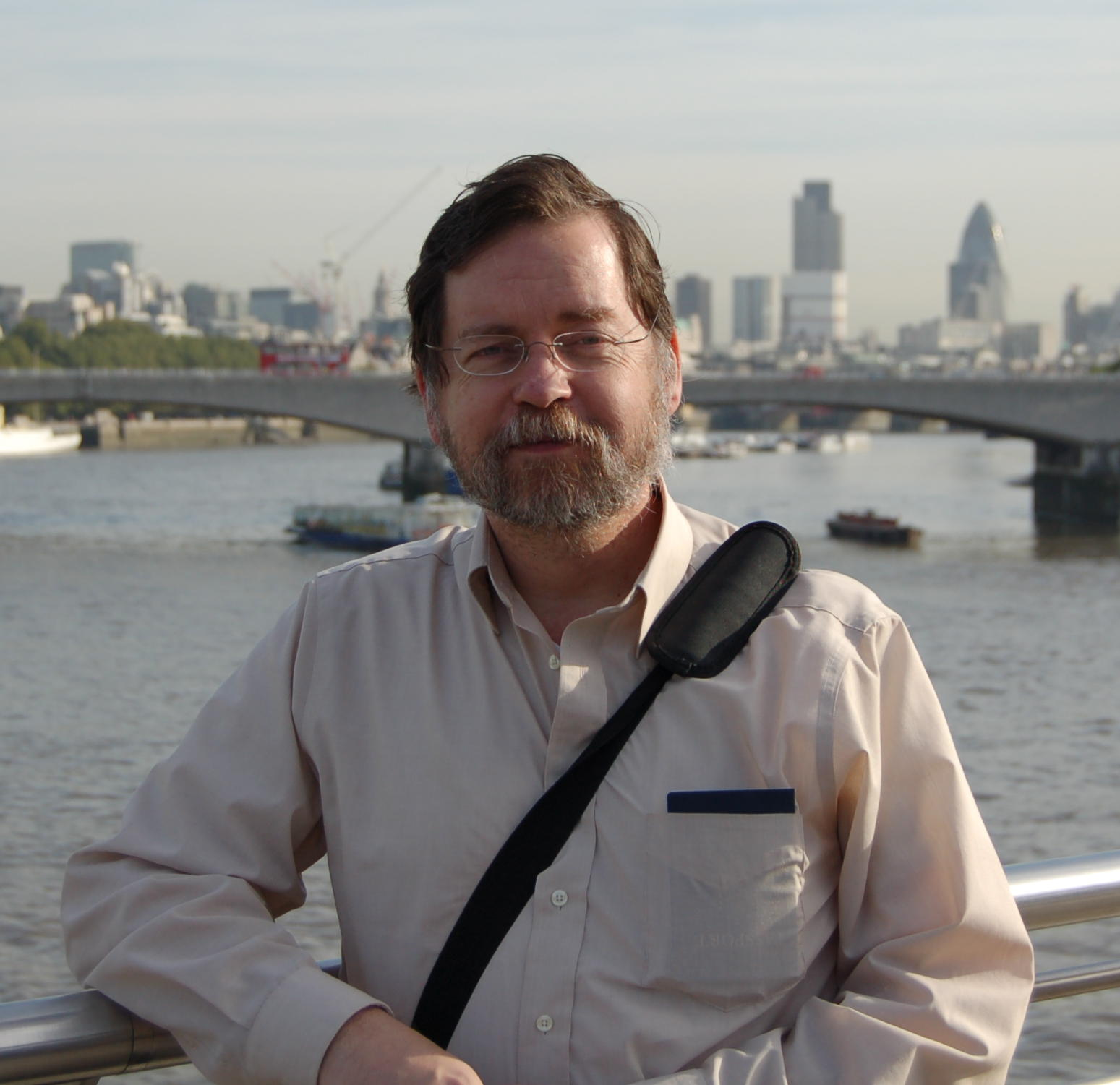
PZ Myers

Paul Zachary „PZ” Myers (ur. 9 marca 1957 w Kent w stanie Waszyngton) – amerykański biolog, profesor na University of Minnesota Morris (UMM), autor bloga Pharyngula. Publicznie krytykuje ideę inteligentnego projektu i kreacjonizm.